# Bölükdamlar, Çağlayancerit
Bölükdamlar là một xã thuộc huyện Çağlayancerit, tỉnh Kahramanmaraş, Thổ Nhĩ Kỳ. Dân số thời điểm năm 2010 là 26 người.